# Guotfalu
Guotfalu (szlovákul Gôtovany) község  Szlovákiában, a Zsolnai kerületben, a Liptószentmiklósi járásban. Fiacsic tartozik hozzá.

## Fekvése
Liptószentmiklóstól 10 km-re délnyugatra fekszik.

## Története
Nevét egykori birtokosáról, a Guoth családról kapta. Goutfalva 1358-ban szerepel először írott forrásban „Ipochfalva” néven. 1445-ben „Lewstachhaza”, 1773-ban „Goutowany” a neve. Nemesi község volt. 1784-ben 14 házában 87 lakos élt.
A 18. század végén Vályi András így ír róla: „GUORFALVA. Gontova. Tót falu Liptó Vármegyében, földes Urai Guothy, Kaszaniczky, és más külömbféle Urak, lakosai katolikusok, fekszik Nagy Palugyához fél mértföldnyire, Kelecsénnek pedig filiája, határja közép termékenységű, fája, réttye, legelője van, második Osztálybéli.”
1828-ban 13 háza és 98 lakosa volt. A 20. század elején nevét „Gótfalvára” magyarosították vissza. Lakói főként mezőgazdasággal foglalkoztak. A trianoni diktátumig Liptó vármegye Németlipcsei járásához tartozott.
1924-ben csatolták hozzá Fiacsic falut.

## Népessége
| Év:            | 1994. | 2004.   | 2014.    | 2024.    |
| -------------- | ----- | ------- | -------- | -------- |
| Emberek száma: | 379   | 389     | 440      | 511      |
| Eltérés:       |       | +2,63 % | +13,11 % | +16,13 % |

| Év:            | 2023. | 2024.   |
| -------------- | ----- | ------- |
| Emberek száma: | 503   | 511     |
| Eltérés:       |       | +1,59 % |

1910-ben 107, túlnyomórészt szlovák lakosa volt.
2001-ben 371 lakosából 353 szlovák volt.
2011-ben 420 lakosából 402 szlovák.

## Külső hivatkozások
- Községinfó
- Guotfalu Szlovákia térképén
- E-obce.sk

## Lásd még
- Fiacsic